# بریتانیای کبیر
بریتانیای کبیر (به انگلیسی: Great Britain) جزیره‌ای در شمال اقیانوس اطلس است که در سواحل شمال غربی قاره پهناور اروپا قرار دارد. بریتانیای کبیر بزرگ‌ترین جزیره از مجموعه جزایر بریتانیا و نیز بزرگ‌ترین جزیره در اروپا و نهمین جزیره بزرگ دنیا (با مساحت ۲۰۹٬۳۳۱ کیلومتر مربع) است.
این جزیره که در شمال غربی قاره اروپا و در کنار جزیره ایرلند جای دارد، بزرگ‌ترین بخش از سرزمین کشوری که با نام بریتانیا شناخته می‌شود، را تشکیل داده‌است. بیش از ۱٬۰۰۰ جزیره کوچک‌تر و جزیرکچه (جزایر بسیار کوچک)، جزیره بریتانیا را دربرگرفته‌اند. انگلستان، اسکاتلند و ولز بیشترین فضای جزیره را در اختیار دارند.